# International Gold Cup 1968
International Gold Cup 1968 je bila neprvenstvena dirka Formule 1 v sezoni 1968. Odvijala se je 17. avgusta 1968 na dirkališču Oulton Park.

## Dirka
| Poz | Št | Dirkač          | Moštvo                      | Konstruktor    | Krogi | Čas/Odstop.       | Št. m. |
| --- | -- | --------------- | --------------------------- | -------------- | ----- | ----------------- | ------ |
| 1   | 5  | Jackie Stewart  | Matra International         | Matra-Cosworth | 40    | 1:00:39:0         | 2      |
| 2   | 8  | Chris Amon      | Scuderia Ferrari            | Ferrari        | 40    | + 4,6 s           | 3      |
| 3   | 3  | Jackie Oliver   | Team Lotus                  | Lotus-Cosworth | 40    | + 49,6 s          | 7      |
| 4   | 12 | Pedro Rodríguez | Reg Parnell (Racing)        | BRM            | 39    | +1 krog           | 6      |
| 5   | 14 | Tony Lanfranchi | Motor Racing Stable         | BRM            | 34    | +6 krogov         | 12     |
| 6   | 15 | David Hobbs     | Bernard White Racing        | BRM            | 34    | +6 krogov         | 13     |
| Ods | 17 | Derek Bell      | Scuderia Ferrari            | Ferrari        | 25    | Motor             | 8      |
| Ods | 6  | Jack Brabham    | Brabham Racing Organisation | Brabham-Repco  | 22    | Puščanje olja     | 4      |
| Ods | 9  | Jacky Ickx      | Scuderia Ferrari            | Ferrari        | 21    | Vžig              | 5      |
| Ods | 7  | Jochen Rindt    | Brabham Racing Organisation | Brabham-Repco  | 14    | Puščanje olja     | 9      |
| Ods | 10 | Jo Bonnier      | Ecurie Bonnier              | McLaren-BRM    | 10    | Pritisk olja      | 11     |
| Ods | 11 | Piers Courage   | Reg Parnell (Racing)        | BRM            | 7     | Prednje vzmetenje | 10     |
| Ods | 2  | Graham Hill     | Team Lotus                  | Lotus-Cosworth | 7     | Menjalnik         | 1      |